# 社會學評論
《社會學評論》（The Sociological Review）是一份1908年起出版的英國社會學學術期刊，由Wiley Blackwell出版，現任主編群包括基爾大學社會學教授羅蘭·蒙羅（Rolland Munro）與倫敦大學金匠學院社會學教授貝弗利·斯凱格斯（Beverley Skeggs）。該期刊收錄社會學、人類學、犯罪學、哲學、教育學、性別研究、組織理論和醫學文章。《社會學評論》與《社會學》、《英國社會學期刊》齊名，並列為英國三大最具學術聲望的社會學期刊之一。

## 外部連結
- 《社會學評論》在出版社官網上的介紹 （英文）